# Gelbkopf-Schwarzstärling

Blau: Brutgebiet
Rot: Überwinterungsgebiet
Grün: Ganzjahresgebiet

Der Gelbkopf-Schwarzstärling (Xanthocephalus xanthocephalus), zuweilen auch Brillenstärling genannt, ist eine in Nordamerika vorkommende Singvogelart aus der Familie der Stärlinge (Icteridae) und die einzige Art der Gattung Xanthocephalus.

## Beschreibung

### Aussehen
Gelbkopf-Schwarzstärlinge erreichen im Durchschnitt eine Gesamtlänge von 26,5 Zentimetern bei den Männchen und von 21,5 Zentimetern bei den Weibchen. Das Gewicht beträgt im Durchschnitt 97,0 Gramm bei den Männchen und 59,3 Gramm bei den Weibchen. Zwischen den Geschlechtern besteht ein erheblicher Sexualdimorphismus. Bei den Männchen sind Kopf, Hals und oberer Brustbereich leuchtend gelb gefärbt. Der Bauch, die Flügel sowie die Steuerfedern sind schwarz, ebenso der Bereich um die Augen. Das Gefieder zeigt außerdem teilweise weiße Armschwingen. Die Weibchen sind insgesamt kontrastärmer und farblich blasser gefärbt. Bei ihnen sind Oberkopf und Ohrdecken braun, die Kehle weißlich. Der obere Brustbereich ist hellgelb, das übrige Gefieder und die Flügel sind dunkelbraun. Die Iris ist bei beiden Geschlechtern dunkelbraun. Beine, Füße und Schnabel sind schwarz.

### Lautäußerungen
Der Gesang des männlichen Gelbkopf-Schwarzstärlings besteht entweder aus einer kurzen, akzentuierten, mehrfach wiederholten Tonabfolge oder einer leicht dissonanten summenden Melodie. Der Gesang des Weibchens ähnelt demjenigen des Männchens, ist jedoch verschwommener. Als Warnruf wird vom Männchen ein lautes, raues Rasseln, vom Weibchen ein kreischendes Schnattern verwendet.
- Gesangsbeispiel

## Verbreitung und Lebensraum
Die Brutgebiete des Gelbkopf-Schwarzstärlings erstrecken sich von der Mitte der kanadischen Provinz British Columbia, Teilen von Saskatchewan, Manitoba und dem Südwesten Ontarios Richtung Süden durch die westlichen und mittleren US-Bundesstaaten bis nach Kansas, Kalifornien und New Mexico sowie im Osten bis zu den Großen Seen. Die Hauptüberwinterungsgebiete befinden sich in Westtexas, und Nordmexiko. Einzelne Wanderungen auf die Inseln der Karibik, beispielsweise nach Kuba und auf die Bahamas sowie die Jungferninseln wurden gemeldet. Kleinere Populationen verbleiben das gesamte Jahr über in den klimatisch günstigen Gebieten des San Joaquin Valley und des Colorado River Valley in Kalifornien bzw. Arizona.
Die Vögel bevorzugen als Lebensraum Feuchtgebiete mit lockerem Baumbestand, beispielsweise mit Zitterpappeln (Populus tremula) bewachsene Ränder von Flüssen, Teichen und Seen. Gelegentlich besiedeln sie auch Prärien. Außerhalb der Brutzeiten halten sie sich auch auf landwirtschaftlich genutzten Flächen oder Bergwiesen auf. Sie brüten vor allem in der Tiefebene. Zuweilen nisten sie in großer Anzahl nah beieinander in Sumpflandschaften. In den Winterquartieren sind sie auch in Höhenlagen von bis zu 2500 Metern anzutreffen.

## Lebensweise

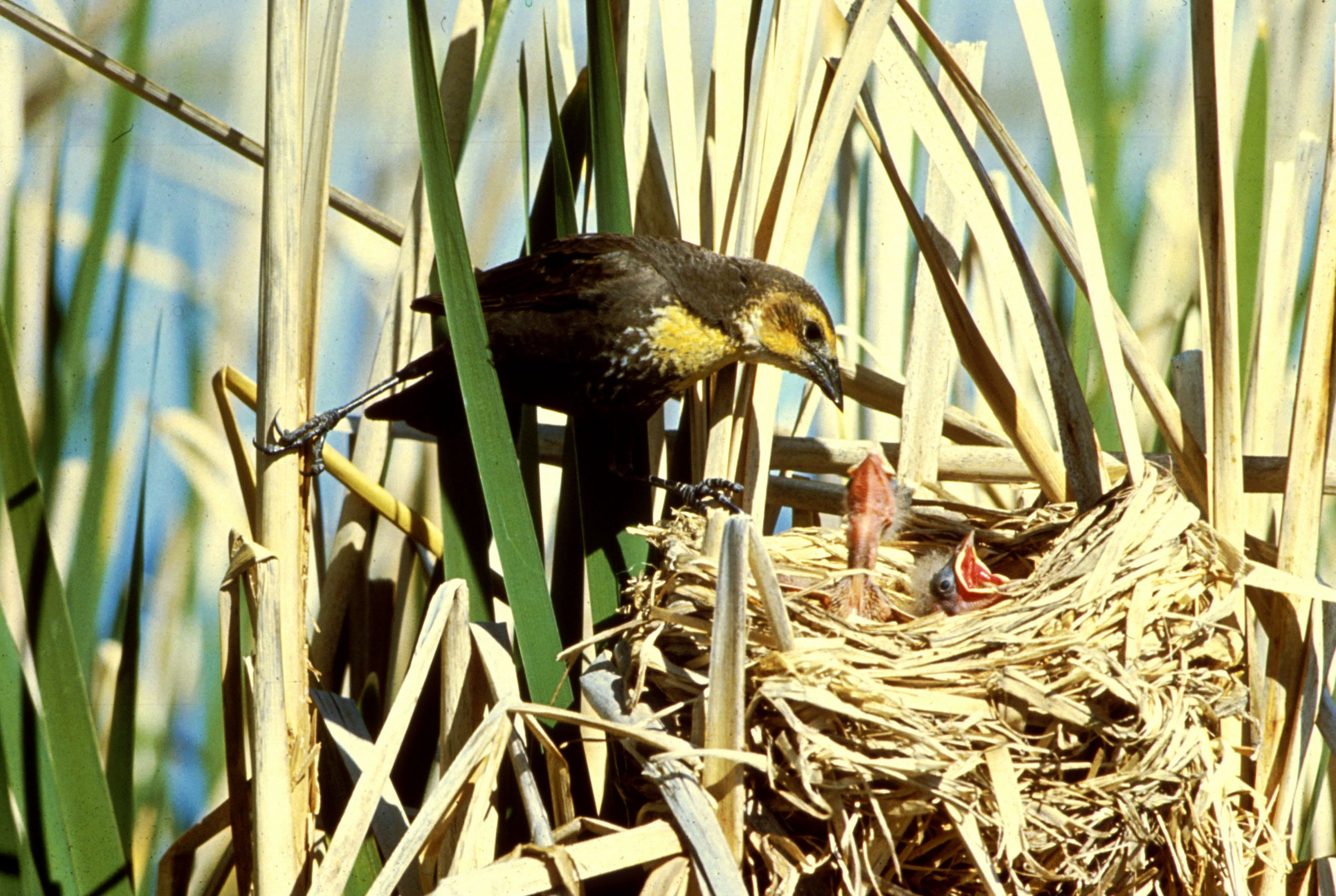
Weibchen am Nest

Gelbkopf-Schwarzstärlinge leben polygyn in Kolonien zusammen. Sie ernähren sich von Samen und Insekten. Untersuchungen des Mageninhalts adulter Vögel ergaben einen Anteil von 66 % pflanzlicher und 34 % tierischer Nahrung. Die Nestlinge werden hingegen mit 60 bis 90 % tierischer Nahrung versorgt. Ein Männchen paart sich innerhalb einer Fortpflanzungsperiode mit mehreren Weibchen, im Durchschnitt zwischen 1,7 und 4,2 Weibchen (maximal 8,0).
Für den Nestbau sorgen in erster Linie die Weibchen, die innerhalb von vier bis fünf Tagen ein becherförmiges Nest aus langen pflanzlichen Streifen fertigen. Innen wird es mit feinen Gräsern und anderer weicher Vegetation ausgepolstert. Der Außendurchmesser beträgt 13 bis 14, die Höhe 13 bis 15 Zentimeter. Es wird oftmals an Rohrkolben- (Typha) oder Simsengewächsen (Scirpus) gebaut. Das Gelege besteht in der Regel aus drei bis vier Eiern. Diese haben eine grauweiße bis blass grünlich weiße Farbe und sind mit vielen braunen Flecken überzogen. Sie werden vom Weibchen in einem Zeitraum von 12 bis 13 Tagen ausgebrütet. Beide Eltern füttern die Nestlinge. Da die Männchen jedoch mehrere Nester zu betreuen haben, tragen die Weibchen die Hauptlast bei der Jungenaufzucht. Die Nestlingszeit beträgt 9 bis 14 Tage. Eine zweite Brut erfolgt nicht. Als Brutparasiten tritt zuweilen der Braunkopf-Kuhstärling (Molothrus ater) auf. Dieser wird bei Entdeckung von den Altvögeln angegriffen. Sofern bereits fremde Eier im Nest liegen, werden diese aber nicht entfernt oder zerstört.

## Gefährdung und Schutz
Der Gelbkopf-Schwarzstärling ist in seinen Verbreitungsgebieten nicht selten und wird demzufolge von der Weltnaturschutzorganisation IUCN als  „least concern = nicht gefährdet“ klassifiziert. Er ist vom United States Fish and Wildlife Service gemäß dem Migratory Bird Treaty Act geschützt.

## Zugverhalten
Nach Beendigung der Brut sammeln sich Weibchen und Männchen getrennt in großen Gruppen, um ab Ende August in ihre Überwinterungsquartiere zu ziehen. Dabei finden sie sich oftmals auch in großen Schwärmen am Rande von Viehweiden ein. Erste Gruppen von Männchen beginnen im Februar des folgenden Jahres mit der Rückkehr in ihre Brutgebiete. Die Weibchen folgen etwa ein bis zwei Wochen später.

## Etymologie und Forschungsgeschichte
Charles Lucien Jules Laurent Bonaparte beschrieb den Gelbkopf-Schwarzstärling als Icterus xanthocephalus. 1850 führte er dann in seinem Werk Conspectus generum avium die gleichnamige neue Gattung Xanthocephalus ein. Dieser Name leitet sich von den griechischen Wörtern »xanthos« ξανθος für »gelb, golden« und »-kephalos, kephalē« -κεφαλος, κεφαλη für »-köpfig, Kopf« ab.